# Jorge Martínez (torero)
Jorge Martínez Giménez (Totana (Murcia), 18 de abril de 2000) es un torero español que perteneció a la Escuela taurina de la Almería y que está inscrito dentro del Registro de Profesionales Taurinos, dependiente del Ministerio de Cultura, con el número 11311.

## Trayectoria profesional

### Novillero sin picadores

#### Temporada 2018
Jorge Martínez debutó como novillero sin picadores en la Real Maestranza de Sevilla el 5 de julio de 2018 durante una de las novilladas nocturnas de promoción, anteriormente a esta fecha toreó una veintena de novilladas pasando por plazas de la categoría de Castellón, Murcia, Albacete....

#### Temporada 2019
El 9 de marzo con motivo de la Feria de Fallas toreó en Valencia, más adelante el 18 de junio torea en la feria de Granada.

### Novillero con picadores

#### Temporada 2019
En agosto debutó con los del castoreño en Pegalajar (Jaén) alternando junto a Gómez Valenzuela y Fernández Ríos cortando dos orejas a un encierro de Paco Sonrado.

#### Temporada 2021
Jorge Martínez durante esta temporada participó en el II Circuito de Novilladas de Andalucía, proclamándose campeón del mismo, la primera tarde del circuito se desarrolló en Palos de la Frontera cortando 3 orejas a novillos de Juan Pedro Domecq y Prieto de la Cal, quedando de esta manera segundo en la clasificación y pasando a la semifinal que se desarrolló en Constantina donde corto una oreja, pasando así a la primera final a tres que se celebró en Antequera junto a Santana Claros y Manuel Perera, quedando así la final a dos entre el extremeño Manuel Perera y Jorge Martínez la cual se disputó en el Coliseo de Atarfe el 11 de julio desarrollándose en modo desafío ganadero con los hierros de Ana Romero, Torrestrella y El Torero. Tras cortar 3 orejas se alzó como triunfador del Circuito de Novilladas de Andalucía.
Tras el triunfo en Andalucía le permitió participar en el Circuito del Norte , en el cual toreó la tarde del 21 de agosto en la plaza de toros de Azpeitia donde se alzó con el premio a la mejor faena.
El 6 de septiembre participó en el Alfarero de Oro de Villaseca de la Sagra cortando una oreja a un novillo de Jandilla y alzándose con el premio de la mejor faena de la feria.
Volvió a Sevilla pero esta vez como novillero con picadores durante la tarde del 28 de septiembre alternando junto a Juan Pedro García Calerito y Manuel Diosleguarde lidiando un encierro de Cortijo de la Sierra.
El 6 de noviembre se realizó en la plaza de toros de Moralzarzal la final de la I edición de la Liga Nacional de Novilladas, estando acartelados los novilleros triunfadores de los 4 circuitos celebrados durante 2021 siendo estos Isaac Fonseca, Manuel Perera, Manuel Diosleguarde y Jorge Martínez lidiándose 8 novillos de El Torreón.
El 30 de diciembre debutó en América, siendo el lugar escogido para su debut la plaza de toros de Jiquilpan (México) cortando 3 orejas.

## Alternativa
En agosto de 2023 tomó la alternativa en la Feria de Almería de manos de Juan Ortega. En esta corrida salió por la puerta grande junto al testigo de su alternativa, Roca Rey. 
Al año siguiente, un 24 de mayo en plena feria de San Isidro Jorge Martínez confirma alternativa de manos de Cayetano Rivera Ordóñez y volviendo a ser testigo Roca Rey 

## Apoderado
En su etapa inicial como novillero sin picadores estuvo apoderado por la Escuela taurina de Almería siendo el representante de ella Ruiz Manuel, una vez que debutó con picadores le apoderó el empresario y ganadero Gregorio de Jesús, rompiendo con el en verano de 2021, desde entonces volvió a unir sus caminos con Ruiz Manuel y comenzó una nueva etapa de apoderamiento junto al diestro almeriense.

## Premios
- En 2021 recibió el premio a la mejor faena en Azpeitia ante un novillo de Zalduendo entregado por la peña Paco Apaolaza.[29]
- En 2021 recibió el premio a la mejor faena durante en Alfarero de Oro en Villaseca de la Sagra ante un novillo de Jandilla.[30][31][32]
- En 2021 recibió el premio a la mejor faena en Peralta, entregada por el club taurino de Peralta.[33]